# في حديقة الغول (رواية)
في حديقة الغول (بالفرنسية Dans le jardin de l'ogre) هي أول رواية للكاتبة المغربية ليلى السليماني. صدرت سنة 2014 عن دار غاليمار للنشر، رُشِّحَت ضمن خمسة أعمال أخرى لجائزة فلور في نفس سنة صدورها، كما أنها أول رواية لامرأة تفوز بجائزة المامونية سنة 2015.

## ملخص الرواية
تتناول الرواية في مجملها قضية الإدمان الجنسي الأنثوي، حيث تدور أحداثها حول امرأة تدعى أديل، تعمل صحافية. تعيش مع ابنها وزوجها ريتشارد، غير أنه إلى جانب حياتها الزوجية والمهنية كصحافية، فإن لها حياة أخرى خارج الأسرة ومقر العمل، حياة قائمة على البحث عن الإشباع الجنسي بعيدًا عن زوجها. استوحت السليماني فكرة روايتها من قضية دومنيك ستراوس.